# Circondario di Bolzano
Il circondario di Bolzano era uno dei circondari in cui era suddivisa la provincia di Trento.

## Storia
Il circondario venne istituito nel 1923 contemporaneamente alla provincia di Trento in seguito alla riorganizzazione amministrativa dei territori annessi al Regno d'Italia con il Trattato di Saint-Germain.
Il circondario venne istituito con il territorio dei distretti giudiziari di Bolzano, Caldaro (meno il comune di Termeno), Chiusa, Sarentino e Castelrotto.
Il circondario di Bolzano venne soppresso nel 1927 come tutti i circondari italiani. Il territorio circondariale divenne parte della nuova provincia di Bolzano.

## Suddivisione
Il circondario fu suddiviso in mandamenti giudiziari dal maggio 1923:
- mandamento di Bolzano:
  - comuni di Bolzano, Cornedo, Gries, Laives, Meltina, Nova Levante, Nova Ponente, Renon, San Genesio, Sarentino (Sarnthein), Terlano, Tires, Valas, Vanga;
- mandamento di Caldaro:
  - comuni di Appiano, Caldaro, Vadena;
- mandamento di Chiusa:
  - comuni di Barbiano, Chiusa (Klausen), Funes (Villnöß), Gudon (Gufidaun), Laion, Lazfons, Ponte all'Isarco (Waidbruck), Tiso (Theis), Velturno, Villandro;
- mandamento di Ortisei:
  - comuni di Castelrotto, Fiè, Ortisei, Santa Cristina, Selva.

Con il regio decreto 15 luglio 1923, n. 1728 il comune di Fiè del mandamento di Ortisei è stato aggregato al mandamento di Bolzano per le funzioni amministrative ed elettorali, gli altri mandamenti restarono invariati anche per le funzioni amministrative.